# Terapia centrada en emociones
La Terapia centrada o focalizada en emociones (TCE) (en inglés Emotionally focused therapy (EFT)), también conocida como terapia de regulación emocional y primigeniamente terapia experiencial de Greenberg, es una psicoterapia humanista procesual y vivencial de corta duración (8-20 sesiones) para su uso en modalidad individual, de pareja y familiar. Incluye elementos de las terapias focalizadas en la experiencia y en la persona, en el modelo constructivista y la teoría de sistemas, pero se ha establecido firmemente a partir de la teoría del apego.
La terapia centrada en emociones propone que las propias emociones tienen un potencial innato de adaptación que, si está activado, puede ayudar a los clientes a cambiar los estados emocionales problemáticos o experiencias deseadas del self (yo). Las emociones en sí no inhiben el proceso terapéutico, pero la incapacidad de las personas para manejar las emociones y usarlas bien es vista como el problema. Las emociones están conectadas a nuestras necesidades más esenciales. Rápidamente nos alertan sobre situaciones importantes para nuestro avance. También preparan y nos guían en estas situaciones importantes para actuar en el cumplimiento de nuestras necesidades. A los clientes que experimentan la TCE se les ayuda a identificar, explorar, dar sentido, transformar y gestionar con flexibilidad sus experiencias emocionales.
Esta psicoterapia propone un nuevo modelo de la psicopatología y la psicoterapia, aunando elementos de las teoría de las emociones y la psicología cognitiva, todo ello desde un enfoque científico de la psicología.

## Principios básicos
1. Las relaciones son lazos de apego. Una terapia eficaz debería abordar la seguridad de la fianza, la accesibilidad y la capacidad de respuesta de cada socio.
2. El cambio implica una nueva experiencia del yo, la nueva experiencia del otro y los nuevos eventos de la relación.
3. Los patrones de interacción rígidas crean y reflejan la absorción de los estados emocionales. Esto es sistémico.
4. La emoción es el objetivo y el agente de cambio.
5. El terapeuta es un consultor de procesos.
6. Los pacientes son evaluados a medida que enfrentan de forma óptima sus circunstancias actuales. Los pacientes no están enfermos/no calificados, sino que sólo están atrapados en las formas habituales de hacer frente a las emociones.

## Psicoterapia experiencial de Greenberg
Primeramente a esta terapia se le llamó Psicoterapia experiencial de Greenberg o terapia de proceso experiencial (EP) a una terapia que aunaba el enfoque rogeriano (terapia centrada en el cliente), en sus aspectos relacionales, con la terapia Gestáltica de Perls, en cuanto a sus tareas de intervención.

## Indicaciones
Es un tipo de terapia indicada para pacientes con un perfil de baja reactancia al influjo interpersonal. «La terapia se centra en el manejo de significados y emociones personales conflictivas mediante la propuesta de tareas de exploración específicas en el proceso de la terapia». Este enfoque de terapia puede ser de duración breve o larga, adaptándose a las necesidades. En el caso de la terapia breve el enfoque es más activo y directivo, con tareas propuestas para el cliente. En el caso de tratamientos largos (50 o más sesiones) en problemas crónicos de personalidad o en dificultades interpersonales se centra más en la relación interpersonal, no sin descartar las tareas de intervención.